# 東方萃奏樂
東方萃奏樂是由同人組織Silver Forest制作、販賣的音樂專輯，於2007年4月22日的Sunshine Creation 35初次發售，亦於同年4月29日的M3-2007春發售。
本專輯是Silver Forest正式音樂專輯的第5作，以Vocal及管弦樂為中心，另外還有廣播劇以及電波歌。大部分收錄歌曲都是以東方Project的背景音樂改編而成的，亦有引用到知名的ACG題材。Vocal和純音樂加起來總共有8首，而廣播劇則有1齣。
本專輯收錄的歌曲在NICONICO動畫受極大歡迎，Silver Forest也因此在同人音樂界中一舉成名。

## 收錄歌曲
全部歌曲皆由NYO編曲。
| 曲目 | 曲名 | 歌/CV | 作詞 | 原曲    | 原曲           |
| ---- | ---- | ----- | ---- | ------- | -------------- |
| 1    |      |       | NYO  |         | 東方永夜抄     |
| 2    |      |       |      |         | 東方紅魔鄉     |
| 3    |      |       | NYO  |         | 東方花映塚 AIR |
| 4    |      |       |      |         | 東方萃夢想     |
| 5    |      |       | NYO  |         | 作曲:NYO       |
| 6    |      |       |      |         | 東方紅魔鄉     |
| 7    |      |       |      |         | 東方萃夢想     |
| 8    |      |       |      |         | 廣播劇         |
| 9    |      |       | NYO  | [ ※ 2 ] | 東方永夜抄     |

## 
是本專輯的第9曲目，主要引用到東方永夜抄的最終頭目蓬萊山輝夜的主題曲，但是本曲反而是以東方萃夢想的最終頭目伊吹萃香作為主角。歌曲圍繞著「貧乳」主題，亦有引用到不少其他作品題材，例如暮蟬悲鳴時、巫女みこナース等。
本曲在專輯推出後迅速在NICONICO動畫等網絡地區傳播，與IOSYS的音樂專輯《東方乙女囃子》收錄的歌曲並肩成為2007年最知名的東方Project改編電波歌。
本曲其後再改編為，加入了題材，並改為由初音未來演繹，收錄在專輯《Sentence》中。《東方蒼天歌》中收錄了本曲的卡啦OK版。此外在專輯《悠久パラダイム》收錄的歌曲的結尾，及在專輯《東方ノスタルジア》收錄的也有引用到的歌詞和節奏。
在由07th Expansion推出的遊戲《海猫悲鸣时 episode2 - Turn of the golden witch》中有收錄本曲。
是本專輯的第3曲目，分別引用了東方花映塚（上海愛莉絲幻樂團）的BGM及AIR（Key）的主題曲「鳥之詩」。前大半部分，本曲的歌詞是參考「鳥之詩」，並作少許修改以配合的旋律而成的。而在4:00處開始，節奏更變回了「鳥之詩」的副歌部分，歌詞在此亦一樣。

## 附註
1. ↑  首5作中其中2作經已絕版，官方網站首頁可看見本專輯排在第3作之位。
2. ↑  其他還有、等歌曲。

## 關聯條目
- Silver Forest
- 東方蒼天歌
- 綠壩娘 - 2009年6月12日，網友借用了一曲，填上以綠壩娘為主題的歌詞在網上分享
- 鳥之詩